# Monument national (États-Unis)
Pour les articles homonymes, voir Monument national.
Ne doit pas être confondu avec Monument d'État.

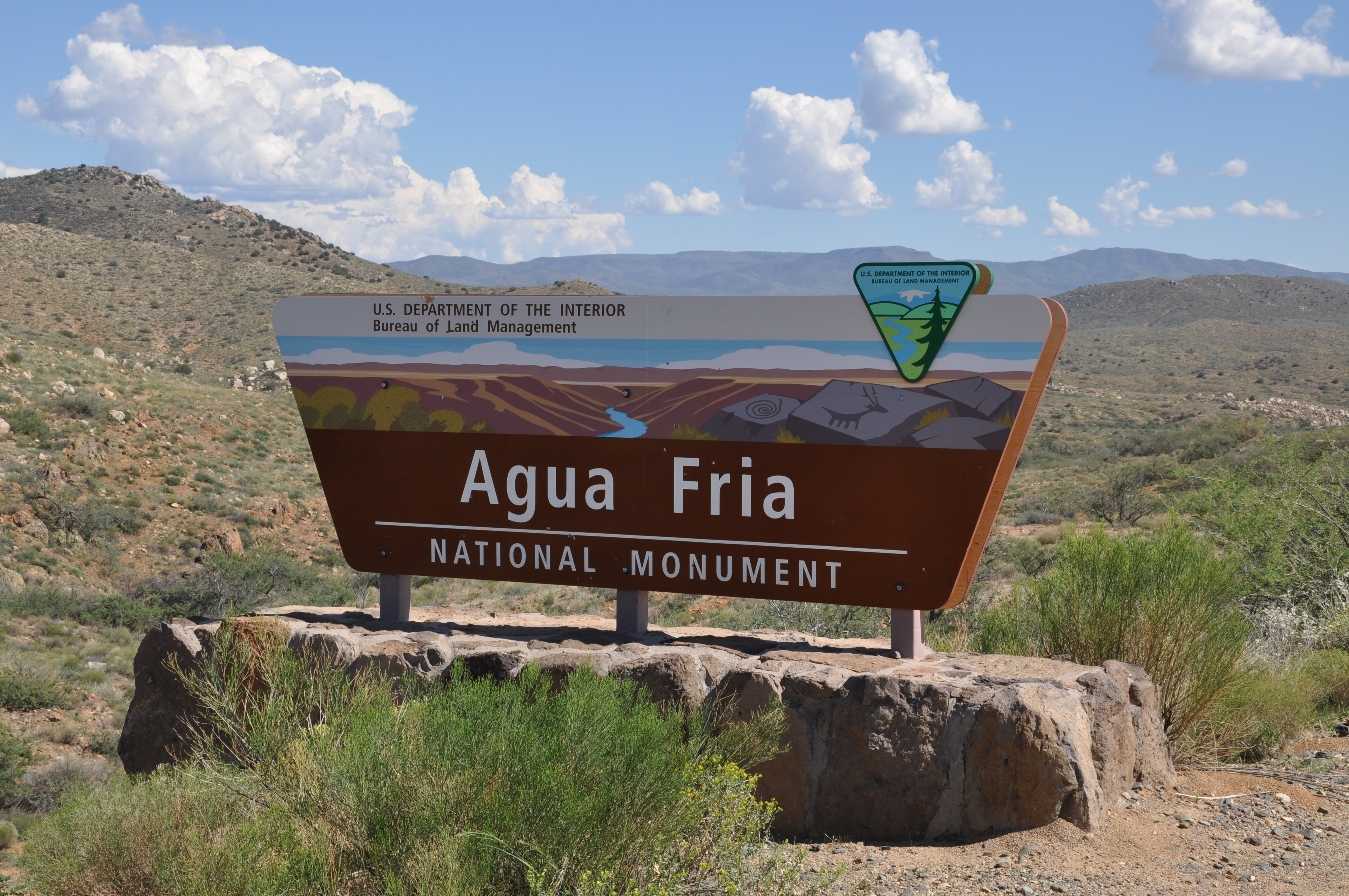
Panneau indiquant la présence du Agua Fria National Monument, en Arizona.

Un monument national est, aux États-Unis, une zone protégée similaire à un parc national, à la différence près que le président peut déclarer rapidement un lieu monument national sans l'accord du Congrès. En contrepartie, la faune et la flore des monuments nationaux sont moins protégées que celles des parcs nationaux.
Les monuments nationaux sont gérés par quatre administrations gouvernementales : le National Park Service (NPS), le Service des forêts des États-Unis, l’United States Fish and Wildlife Service et l’United States Bureau of Land Management.
Le premier monument national, le Devils Tower National Monument, a été choisi par Theodore Roosevelt qui considérait que le Congrès n'aurait pas agi suffisamment rapidement pour le préserver. La loi date de 1906. L'un des monuments les plus récents est le Stonewall Inn, bar homosexuel de New York, qui fut un point de rencontre entre les acteurs du mouvement pro-gay américain des années 1960. Sa protection, originellement de site national historique, fut proclamée par Barack Obama en 2016.
En avril 2017 le Président Donald Trump adopte un décret exécutif qui prévoit de revoir le statut d'une trentaine de sites promus monument national au cours de vingt dernières années avec la possibilité d'abroger leur statut, ce qui provoque des inquiétudes puisque ces sites pourraient, le cas échéant, être ouverts à nouveau à l'exploitation minière ou à la prospection pétrolière.

## Liste
Depuis le 14 janvier 2025, il existe 138 monuments nationaux aux États-Unis.